# Богуслав VI
Богуслав VI (ок. 1354/1356 — 7 марта 1393) — герцог Рюгенский (1368—1372) и Вольгастский (1368—1376, 1376—1393).

## Биография
Представитель поморской династии Грифичей. Второй (младший) сын Барнима IV Доброго (1319/1320 — 1365), герцога Вольгастского и Рюгенского (1326—1365), и Софии фон Верле-Гюстров.
В результате раздела Вольгастского герцогства 25 мая 1368 года Богуслав VI вместе со старшим братом Вартиславом VI получил в совместное владение Рюген и Вольгаст. На острове Рюген правил до 1372 года.
После нового раздела герцогства, совершенного 5 декабря 1376 года, Богуслав VI получил собственный домен с городами Вольгаст, Узедом, Грайфсвальд и Накло.
Богуслав VI был поборником развития торговли. В 1390 году он даровал, в частности, торговые права польским купцам. Опираясь на методы, используемых Ганзейским союзом, лишил торговцев Складочного права и Прибрежного права, кроме Вольгаста.
Братья Вартислав VI и Богуслав VI Померанские совершали разорительные рейды на территорию Альберта Шведского. Это продолжалось до тех пор, пока Вартислав VI и его рыцари были взяты в плен в Рибниц-Дамгартене 10 ноября 1368 года. Богуслав VI вынужден был заплатить за освобождение из плена своего брата 1300 марок.
Незадолго до своей смерти в 1390 году, Богуслав VI основал город-порт Аренсхоп. Но это поселение было разрушено в 1395 году отрядами из города Ростока.
7 марта 1393 года герцог Богуслав VI скончался, он был похоронен в цистерцианском аббатстве в Эльдене. Его владения унаследовал старший брат Вартислав VI.

## Семья и дети
Богуслав VI был дважды женат. Его первой женой была Ютта (Юдита) (ум. 1388), дочь Эриха II, герцога Саксен-Лауэнбургского, и Агнессы Гольштейнской. Супруги имели двух дочерей:
- София (род. 1380/1381 — ум. ок. 1408), 1-й муж — принц Эрик Мекленбург-Шверинский (ум. 1397), сын герцога Альбрехта Мекленбургского и Рихардис Шверинской, 2-й муж — герцог Николай V Мекленбург-Варле-Варен (ум. 1408)
- Агнесса (род. 1381/1382 — ум. до 1430?), жена Конрада Старшего, господина фон Таннроде в Штраусфурте

Вторично Богуслав VI женился в феврале 1391 года на Агнессе Брауншвейг-Люнебургской (до 1356 — до 1434), дочери герцога Магнуса II Брауншвейг-Вольфенбюттельского и Катарины Ангальт-Бернбургской. Второй брак был бездетным.
После смерти Богуслава VI его вдова Агнесса вторично вышла замуж в 1396 году за Альберта Мекленбург-Шверинского (ок. 1340—1412), короля Швеции (1363—1389) и герцога Мекленбургского (1384—1412).